# Skytteholmsberget

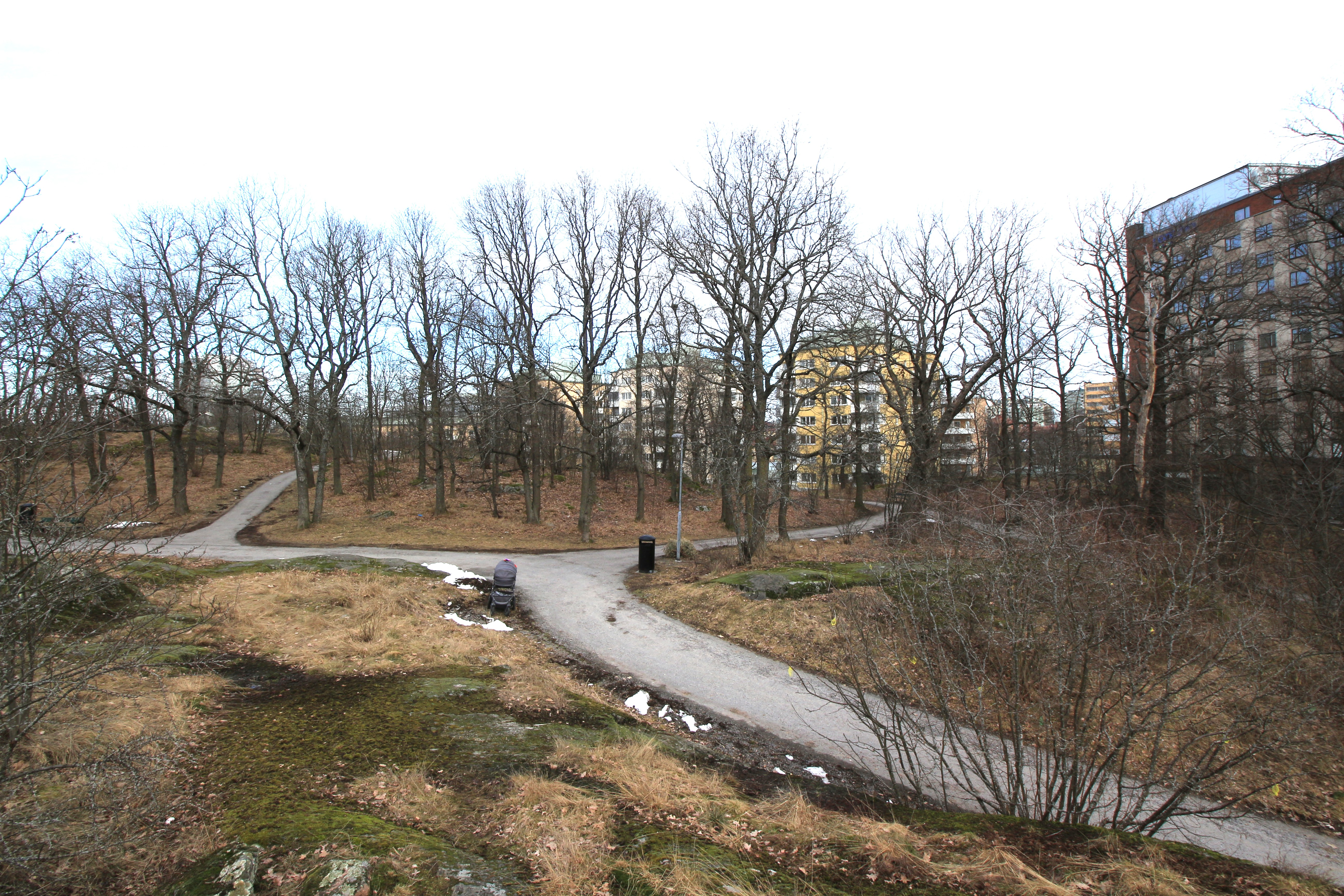
Skytteholmsberget, Solna

Skytteholmsberget, eller "Slaktarbacken" som den kallas i folkmun, ligger i Skytteholm i Solna kommun i närheten av Solna Centrum. Platsen är en ekbevuxen bergknalle utsmyckad med Bengt Amundins bronsskulptur "Fröet" från 1961.
Skyttepaviljongen fanns på berget innan den år 1949 brändes av brandkåren. I mitten av 1940-talet fanns planer på att anlägga Solnas stadshus på Skytteholmsberget, men stadsplanen godkändes aldrig av Byggnadsstyrelsen. 